# Liste von Terroranschlägen in Kanada
Die Liste von Terroranschlägen in Kanada beinhaltet eine Übersicht über in Kanada verübte Terroranschläge.

## Erläuterung
In der Spalte Politische Ausrichtung ist die politische bzw. weltanschauliche Einordnung der Täter angegeben: faschistisch, rassistisch, nationalistisch, nationalsozialistisch, sozialistisch, kommunistisch, antiimperialistisch, islamistisch (schiitisch, sunnitisch, deobandisch, salafistisch, wahhabitisch), hinduistisch. Bei vorrangig auf staatliche Unabhängigkeit oder Autonomie zielender Ausrichtung ist autonomistisch vorangestellt, gefolgt von der Region oder der Volksgruppe und ggf. weiteren Merkmalen der Täter: armenisch, irisch (katholisch), kurdisch, tirolisch, tschetschenisch, dagestanisch, punjabisch (sikhistisch), palästinensisch.         
Die Zahl bei den Anschlägen getöteter/verletzter Täter ist in Klammern ( ) gesetzt.

## Liste
| Datum/Beginn       | Ort                | Artikel/Nachweis                                     | Täter                                   | Politische Ausrichtung              | Mittel               | Ziel                    | Tote | Verletzte | Hintergrund        |
| ------------------ | ------------------ | ---------------------------------------------------- | --------------------------------------- | ----------------------------------- | -------------------- | ----------------------- | ---- | --------- | ------------------ |
| 04. April 1972     | Montreal           | [ 1 ]                                                |                                         |                                     | Sprengstoff          | Kubanisches Handelsbüro | 1    | 7         |                    |
| 14. Oktober 1982   | Toronto            | [ 2 ]                                                | Squamish Five                           |                                     | Autobombe            | Marschflugkörperfabrik  | 0    | 7         |                    |
| 23. Juni 1985      | Atlantischer Ozean | Air-India-Flug 182                                   | Babbar Khalsa                           | autonomistisch, sikhistisch         | Sprengstoff          | Flugzeug                | 329  | 0         | Aufstand im Punjab |
| 18. Mai 2000       | Québec             | [ 4 ]                                                |                                         |                                     | Arsen                | Studenten               | 0    | 27        |                    |
| 09. Januar 2016    | Vancouver          | [ 5 ]                                                |                                         |                                     | Pfefferspray         | Flüchtlinge             | 0    | 30        |                    |
| 29. Januar 2017    | Québec             | Anschlag auf das Centre culturel islamique de Québec | Alexandre Bissonnette (Rechtsextremist) | islamfeindlich, rechtsextremistisch | Schusswaffen         | Moschee                 | 6    | 19        |                    |
| 03. Juni 2017      | Toronto            | [ 7 ]                                                | Rehab Dughmosh                          | islamistisch                        | Messer, Golfschläger | Reifenhandlung          | 0    | 1         |                    |
| 30. September 2017 | Edmonton           | [ 8 ] [ 9 ]                                          | Abdulahi Hasan Sharif                   | islamistisch                        | Messer, Pkw          | Polizist, Zivilisten    | 0    | 5         |                    |
| 06. Juni 2021      | London             | [ 10 ]                                               | Nathaniel Veltman                       | islamophob                          | Pick-up              | Muslimische Zivilisten  | 4    | 1         |                    |